# Walter Goodacre

Mapa Księżyca sporządzona przez Waltera Goodacre’a

Walter Goodacre (ur. 1856 w Loughborough, zm. 1 maja 1938 w Bournemouth) – angielski przedsiębiorca i amator astronomii. Był wicedyrektorem sekcji Księżyca w Brytyjskim Stowarzyszeniu Astronomicznym. W 1910 r. opublikował ręcznie wykonaną mapę Księżyca o średnicy 77 cali (ok. 195 cm). W 1931 r. wydał natomiast książkę zawierającą mapy powierzchni Księżyca z opisem poszczególnych obiektów.